# A. H. Weiler
Abraham H. Weiler (Russia, 10 dicembre 1908 – Astoria, 22 gennaio 2002) è stato un giornalista e critico cinematografico statunitense.
Talvolta indicato come Abe Weiler, è stato un collaboratore del quotidiano The New York Times.

## Biografia
Weiler è nato in Russia e si è trasferito con la famiglia a New York da bambino. È cresciuto nel Lower East Side, quartiere nel distretto di Manhattan. Da giovane desiderava praticare la medicina e per questo, negli ultimi anni di vita, fu molto lieto quando un suo amico, il romanziere Richard Condon, iniziò regolarmente ad includere il personaggio del Dr. Weiler nei suoi libri.
Gran parte dell'eredità di Weiler è legata alla sua lunga carriera come giornalista e critico per il New York Times, sotto la supervisione di Joseph G. Herzberg, iniziata nel 1927 e terminata con il pensionamento nel 1979.